# ダグ・ブラッドレイ
ダグ・ブラッドレイ（Doug Bradley、1954年9月7日 - ）は、イギリス出身の俳優である。

## 来歴
1954年、イギリスのリヴァプールに生まれる。学生時代に現在は作家として知られるクライヴ・バーカーと知り合っており、1970年代にバーカーと共に「Dog Company」という劇団を旗揚げ。その後、本格的に俳優としてのキャリアをスタートさせ、バーカーが初期の頃に監督した短編映画などへ出演。1987年には同じくバーカーが監督したホラー映画『ヘル・レイザー』で商業映画デビューを果たした。同作品はイギリス国内のみならず、その他の国でも人気を博したほか、その後はシリーズ化されている。同作品でブラッドレイは、顔中にクギが刺さったような魔道士の「ピンヘッド」を演じており、多くのファンを獲得した。
その後も主にホラー映画を中心にキャリアを重ね、特にバーカー作品の常連俳優として知られており、役者としての人気を不動のものにした。現在でもピンヘッドでの人気が高く、2000年代に入ってもシリーズが製作されたほか、コミコンなどのイベントにゲストとして出席することが多い。
2005年公開のシリーズ8作目『ヘルレイザー ヘルワールド』でピンヘッド役を引退。

### 私生活
現在は既婚で、夫婦の間には2人の子供がいる。

## 出演作品

### 映画
- クライヴ・バーカーのサロメ Clive Barker's Salomé & The Forbidden (1973年) ※短編
- ヘル・レイザー Hellraiser (1987年)
- ヘルレイザー2 Hellbound: Hellraiser II (1988年)
- ミディアン Nightbreed (1990年)
- ヘルレイザー3 Hellraiser III: Hell on Earth (1992年)
- Shepherd on the Rock (1993年)
- プロテウス Proteus (1995年)
- The Big Game (1995年) ※テレビ映画
- ヘルレイザー4 Hellraiser: Bloodline (1996年)
- キラークィーン舌を巻く女 Killer Tongue (La lengua asesina) (1996年)
- Jim's Gift (1996年) ※テレビ映画
- Driven (1998年)
- Archangel Thunderbird (1998年) ※テレビ映画
- 理想の結婚 An Ideal Husband (1999年)
- ヘルレイザー ゲート・オブ・インフェルノ Hellraiser: Inferno (2000年) ※ビデオ作品
- ヘルレイザー リターン・オブ・ナイトメア Hellraiser: Hellseeker (2002年) ※ビデオ作品
- Dominator (2003年)
- The Commander: Blackdog (2005年) ※テレビ映画
- The Prophecy: Uprising (2005年) ※ビデオ作品
- ヘルレイザー ワールド・オブ・ペイン Hellraiser: Deader (2005年) ※ビデオ作品
- ヘルレイザー ヘルワールド Hellraiser: Hellworld (2005年)
- パンプキンヘッド 復讐の謝肉祭 Pumpkinhead: Ashes to Ashes (2006年) ※テレビ映画
- The Cottage (2008年)
- マシンガン・パニッシャー Ten Dead Men (2008年)
- クライヴ・バーカー 血の本 Book of Blood (2009年)
- Umbrage (2009年)
- エクソシズム Exorcismus (Spanish: La posesión de Emma Evans) (2010年)
- Jack Falls (2011年)
- The Reverend (2011年)
- The Infliction (2012年)
- Deer Crossing (2012年)
- Lucifer's Unholy Desire (2012年) ※声の出演
- クライモリ デッド・パーティ Wrong Turn 5: Bloodlines (2012年)
- Scream Park (2012年)
- Shame the Devil (2013年)
- Nerd Love (2014年)
- Howard Lovecraft and the Frozen Kingdom (2016年) ※声の出演
- Howard Lovecraft and the Undersea Kingdom (2017年) ※声の出演
- Howard Lovecraft and the Kingdom of Madness (2018年) ※声の出演
- Back Fork (2019年)
- Alien Danger 2! With Raven Van Slender (2021年) ※声の出演
- ザ・ローブ THE HEROES HIGHT VOLTAGE Corrective Measures (2022年)
- The Barn Part II (2022年)
- The United States of Horror: Chapter 2 (2022年) ※声の出演

### テレビドラマ
- The Bill (1990年)
- モース警部 Inspector Morse (1993年)
- Honky Sausages (1999年)
- Doctors (2000年、2010年)
- Judge John Deed (2001年)
- The Armando Iannucci Shows (2001年)
- パラダイス・ハイツ Paradise Heights (2002年)
- The Commander (2005年)
- No Angels (2005年)
- ロア 〜奇妙な伝説〜 Lore (2018年)
- JJ Villard's Fairy Tales (2020年) ※声の出演
- DOTA: ドラゴンの血 Dota: Dragon's Blood (2021年-2022年) ※声の出演
- Gotham Knights (2023年)

### ビデオゲーム
- Star Wars: The Old Republic (2011年)
- Star Wars:The Old Republic - Shadow of Revan (2014年)
- Dead by Daylight (2021年) ※ピンヘッドの声
- Star Wars:The Old Republic - Legacy of the Sith (2022年)